# Mellan-Vattensjön
Mellan-Vattensjön är en sjö i Ånge kommun i Medelpad och ingår i Ljungans huvudavrinningsområde. Sjön har en area på 0,169 kvadratkilometer och ligger 277,7 meter över havet. Sjön avvattnas av vattendraget Ovansjö-Vattenån.

## Delavrinningsområde
Mellan-Vattensjön ingår i det delavrinningsområde (693620-148179) som SMHI kallar för Utloppet av Mellan-Vattensjön. Medelhöjden är 302 meter över havet och ytan är 1,1 kvadratkilometer. Räknas de 5 avrinningsområdena uppströms in blir den ackumulerade arean 33,92 kvadratkilometer. Ovansjö-Vattenån som avvattnar avrinningsområdet har biflödesordning 2, vilket innebär att vattnet flödar genom totalt 2 vattendrag innan det når havet efter 126 kilometer. Avrinningsområdet består mestadels av skog (75 procent). Avrinningsområdet har 0,16 kvadratkilometer vattenytor vilket ger det en sjöprocent på 14,2 procent.